# Fanta Koné
Pour les articles homonymes, voir Koné.
Fanta Idrissa Koné, née le 5 mai 1995, est une arbitre malienne de football, .

## Biographie

### Début de carrière
Footballeuse, Koné commence sa carrière comme arbitre. Depuis 2014, elle figure sur la liste des arbitres internationaux de football de la FIFA . En avril 2021, elle participe pour la première fois à un match de la Ligue des champions de la CAF.

### Carrière
Koné est entre autres, arbitre assistante lors de la Coupe du monde U-17 2016 en Jordanie, de la Coupe de l'Algarve 2017, de la Coupe du monde U-17 2018 en Uruguay et de la Coupe du monde U-20 2022 au Costa Rica. Lors de la Coupe d'Afrique des Nations 2022 au Maroc, avec Mimisen Iyorhe en tant qu'assistante de Salima Mukansanga, elle a dirigé, entre autres, la finale entre le Maroc et l'Afrique du Sud (1:2). Koné a également été nommée pour la Coupe du monde 2023 en Australie et en Nouvelle-Zélande[réf. souhaitée].